# جوردی ماکنگو
جوردی ماکنگو (انگلیسی: Jordy Makengo؛ زادهٔ ۳ اوت ۲۰۰۱) بازیکن فوتبال است.